# Северногерманска равнина
Северногерманската равнина е равнина в Северна Германия, включваща германската част от Средноевропейската равнина.
Тя има дължина около 550 километра от запад на изток, между границите с Нидерландия и Полша, и ширина около 300 километра, достигайки на север до Балтийско и Северно море и границата с Дания. На юг равнината преминава в Средногерманските възвишения, които са част от Средноевропейските херцински планини. Разделя се на няколко подобласти - основната част образува Централната Северногерманска равнина, от която на юг се обособява областта Льосбьорден, а на север - крайбрежните низини на Маршланд, Мекленбургско-Преднопомеранската крайбрежна област и Северногерманската езерна равнина.